# Lekafjorden
Lekafjorden er en fjord/sund i Leka og Nærøy kommuner i Trøndelag fylke i Norge.
 Fjorden går 20 kilometer mod nordøst langs østsiden af øen Leka. 
I syd starter fjorden som en fortsættelse af Risværfjorden mellem Edøyan i syd og Solsemholmen i nord. Fjorden går først mod øst mellem øen Dolma i syd og Madsøya i nord. Lige øst for Dolma ligger Gulholmen og herfra går Årsetfjorden mod sydøst, mens Lekafjorden drejer mod nordøst på østsiden af Madsøya. Nord for Madsøya ligger Husby. Herfra går det færge over til Sør-Gutvika på Austra i øst. Fjorden ender i nord mellem Skeisneset i vest og Stongsholmene i øst.
DS «Europa» forliste her i 1927.